# Taygetis semibrunnea
Taygetis semibrunnea är en fjärilsart som beskrevs av Gustav Weymer 1911. Taygetis semibrunnea ingår i släktet Taygetis och familjen praktfjärilar. Inga underarter finns listade i Catalogue of Life.